# Мацумото (Наґано)

36°14′17″ пн. ш. 137°58′19″ сх. д. / 36.23806° пн. ш. 137.97194° сх. д.
Мацумо́то (яп. 松本市, まつもとし, МФА: [mat͡sumoto ɕi̥]) — місто в Японії, в префектурі Наґано.

## Короткі відомості
Розташоване в центральній частині префектури, в центрі западини Мацумото. Входить до числа особливих міст Японії. Виникло на основі стародавнього адміністративного центру провінції Сінано. В ранньому новому часі було призамковим містечком, столицею автономного уділу Мацумото, яким керували самурайські роди Ісікава, Тода, Мацудайра. Отримало статус міста 1907 року. Основою економіки є харчова промисловість, виробництво електротехніки, текстильна промисловість, комерція, туризм. В місті розташовані національний скарб Японії — замок Мацумото, найстаріша в країні початкова школа Кайті, гарячі джерела Асама, високогірні курорти в східних районах Уцукусіґахара й Камі-Коті в горах Хіда. Станом на 1 квітня 2009 площа міста становила 978,77 км². Станом на 1 липня 2011 населення міста становило 243 059 осіб.

## Освіта
- Університет Сінсю (головний кампус)

## Культура
- Замок Мацумото
- Школа Кайті

## Уродженці
- Танака Хаюма (* 1982) — японський футболіст.